# Wereldkampioenschap voetbal 2006 (Groep H) Tunesië - Saoedi-Arabië
Deze pagina is een subpagina van het artikel Wereldkampioenschap voetbal 2006. Hierin wordt de wedstrijd in de groepsfase in groep H tussen Tunesië en Saoedi-Arabië gespeeld op 14 juni 2006 nader uitgelicht.

## Nieuws voorafgaand aan de wedstrijd
- 31 mei - De laatste wedstrijd voor het begin van het WK verliep niet zoals gepland voor Saoedi-Arabië. De wedstrijd tegen Turkije die in Duitsland werd gespeeld werd met 1-0 verloren.
- 1 juni - Irak zegt ze oefeninterland die zij tegen Tunesië zouden spelen af wegens administratieve problemen. De Irakezen kregen geen toestemming naar Duitsland te reizen.
- 2 juni - In haar laatste oefenwedstrijd komt Tunesië niet verder dan een 0-0 gelijkspel tegen Uruguay. De Afrikanen sluiten de oefencampagne daarom af met een overwinning, een gelijkspel en een nederlaag.
- 4 juni - Marcos Paquetá, de bondscoach van Saoedi-Arabië haalt inspiratie uit de prestaties van Guus Hiddink met Zuid-Korea op het WK voetbal 2002. Hij kondigt aan voor een soortgelijke stunt te willen zorgen in Duitsland.
- 4 juni - Saoedi-Arabië walst over de amateurvereniging FC Bad Nauheim heen. De Arabieren winnen met 15-0. Spits Sami Al-Jaber wist het net zeven maal te vinden.
- 6 juni Roger Lemerre kondigt aan samen met zijn spelers een droom te hebben. Zij willen de laatste 16 van het WK zien te bereiken.
- 7 juni - Tunesië wint met 4-0 van een elftal bestaande uit amateurspelers uit de Duitse regio waar zij zich voorbereiden op het WK. Spits Dos Santos loopt een blessure op en mist mogelijk de openingswedstrijd van zijn land. Zijn vervanger Issam Jemaa toonde tegen de amateurs aan ook over scorend vermogen te beschikken.
- 8 juni - Hamad Al-Montashari kondigt aan een enorme druk te voelen. Hij is er op gebrand te bewijzen dat hij in 2005 terecht de prijs voor Aziatisch voetballer van het jaar in beslag mocht nemen. Sami Al-Jaber loopt een knieblessure op, de spits die eerder zeven maal in een wedstrijd wist te scoren verdraaide zijn knie in de wedstrijd met het tweede elftal van Eintracht Frankfurt. De Saoedi's wonnen met 8-0, maar men twijfelt of Al-Jaber inzetbaar is in de eerste wedstrijd.
- 12 juni - Voor de tweede maal moet Tunesië een vervanger oproepen. De Tunesische verdediger Mehdi Meriah, die een blessure heeft opgelopen, is in de Tunesische selectie vervangen door aanvaller Haykel Guemamdia.
- 13 juni - De Saudische doelman Mohamed Al Deayea, met 181 caps de wereldrecordhouder wat betreft het aantal caps, zal niet starten in deze wedstrijd. De doelman in het basiselftal van Saoedi-Arabië zal Mabrouk Zaid zijn.

## Wedstrijdgegevens
| Datum                | 14 juni 2006             | 14 juni 2006             |
| Stadion              | Allianz Arena, München   | Allianz Arena, München   |
| Toeschouwers         | 66.000                   | 66.000                   |
| Scheidsrechter       | Mark Shield              | Mark Shield              |
| Assistenten          | Ben Wilson Nathan Gibson | Ben Wilson Nathan Gibson |
| Vierde man           | Carlos Chandía           | Carlos Chandía           |
| Man van de wedstrijd | Ziad Jaziri              | Ziad Jaziri              |
|                      | Tunesië                  | Saoedi-Arabië            |
| Doelpunten           | 2                        | 2                        |
| Gele kaarten         | 4                        | 0                        |
| Rode kaarten         | 0                        | 0                        |
| Wissels              | 3                        | 3                        |
| Schoten op doel      | 2                        | 5                        |
| Overtredingen        | 17                       | 12                       |
| Hoekschoppen         | 4                        | 3                        |
| Buitenspel           | 1                        | 1                        |
| Strafschoppen        | 0                        | 0                        |
| Balbezit (tijd)      | 25'00"                   | 26'00"                   |
| Balbezit (%)         | 49%                      | 51%                      |

| Tunesië | 2 – 2           | Saoedi-Arabië |
| Zied Jaziri 23' Radhi Jaïdi 90+3' | goals (assists) | 57' Yasser Al Kahtani 84' Sami Al-Jaber |
| Roger Lemerre | bondscoach      | Marcos Paquetá |
| Ali Boumnijel Karim Hagui Zied Jaziri Hatem Trabelsi Yassine Chikhaoui 82' Jaouhar Mnari Riadh Bouazizi 55' Adel Chadli 69' Radhi Jaïdi David Jemmali Hamed Namouchi | opstellingen    | Mabrouk Zaid Ahmed Dokhi Redha Tukar Hamad Al Montashari Omar Al Ghamdi 75' Mohammed Noor Hussein Sulimani Saud Kariri Khaled Aziz 67' Nawaf Al Temyat 82' Yasser Al Kahtani |
| Mehdi Nafti 55' Kaies Ghodhbane 69' Karim Essediri 82' | wissels         | 67' Malek Al Hawsawi 75' Mohammed Ameen 82' Sami Al-Jaber |
| Karim Hagui 35' Riadh Bouazizi 37' Adel Chadli 65' Yassine Chikhaoui 79'                                                                                             | gele kaarten    | |
| | rode kaarten    | |

## Overzicht van wedstrijden
| Groepswedstrijden | | | |
| Groep A | Groep B | Groep C | Groep D |
| Duitsland - Costa Rica Polen - Ecuador Duitsland - Polen Ecuador - Costa Rica Ecuador - Duitsland Costa Rica - Polen             | Engeland - Paraguay Trinidad en Tobago - Zweden Engeland - Trinidad en Tobago Zweden - Paraguay Zweden - Engeland Paraguay - Trinidad en Tobago | Argentinië - Ivoorkust Servië en Montenegro - Nederland Argentinië - Servië en Montenegro Nederland - Ivoorkust Nederland - Argentinië Ivoorkust - Servië en Montenegro | Mexico - Iran Angola - Portugal Mexico - Angola Portugal - Iran Portugal - Mexico Iran - Angola                               |
| Groep E | Groep F | Groep G | Groep H |
| Italië - Ghana Verenigde Staten - Tsjechië Italië - Verenigde Staten Tsjechië - Ghana Tsjechië - Italië Ghana - Verenigde Staten | Australië - Japan Brazilië - Kroatië Brazilië - Australië Japan - Kroatië Japan - Brazilië Kroatië - Australië                                  | Frankrijk - Zwitserland Zuid-Korea - Togo Frankrijk - Zuid-Korea Togo - Zwitserland Togo - Frankrijk Zwitserland - Zuid-Korea                                           | Spanje - Oekraïne Tunesië - Saoedi-Arabië Spanje - Tunesië Saoedi-Arabië - Oekraïne Saoedi-Arabië - Spanje Oekraïne - Tunesië |
| Achtste finales | | | |
| Duitsland - Zweden Argentinië - Mexico                                                                                           | Italië - Australië Zwitserland - Oekraïne | Engeland - Ecuador Portugal - Nederland | Brazilië - Ghana Spanje - Frankrijk                                                                                           |
| Kwartfinales | | | |
| Duitsland - Argentinië | Italië - Oekraïne | Engeland - Portugal | Brazilië - Frankrijk |
| Halve finales | | | |
| Duitsland - Italië | Duitsland - Italië | Portugal - Frankrijk | Portugal - Frankrijk |
| Troostfinale | | | |
| Duitsland - Portugal | | | |
| Finale | | | |
| Italië - Frankrijk | | | |